# Süddeutsche Zeitung
Süddeutsche Zeitung – największy dziennik formatu broadsheet w Niemczech, wydawany w Monachium od 1945 roku. Ma charakter liberalny i centrolewicowy. Nakład gazety sięga 440 tysięcy egzemplarzy.
Jego główni konkurenci na niemieckim rynku to „Frankfurter Allgemeine Zeitung”, „Die Welt” i „Frankfurter Rundschau”.
Zarządzeniem dyrektora Głównego Urzędu Kontroli Prasy, Publikacji i Widowisk w zastępstwie, Mariana Mikołajczyka, z 23 czerwca 1951 czasopismo zostało pozbawione debitu komunikacyjnego i zakazano jego rozpowszechniania w Polsce Ludowej.